# Holorusia liberta
Holorusia liberta är en tvåvingeart som först beskrevs av Alexander 1935.  Holorusia liberta ingår i släktet Holorusia och familjen storharkrankar. Inga underarter finns listade i Catalogue of Life.